# Erik Sabo
Erik Sabo (Šúrovce, 22 november 1991) is een Slowaaks voetballer die doorgaans speelt als middenvelder. In augustus 2024 verruilde hij AEZ Zakakiou voor Spartak Trnava. Sabo maakte in 2014 zijn debuut in het Slowaaks voetbalelftal.

## Clubcarrière
Sabo speelde in de jeugd van Horses Šúrovce en Spartak Trnava. Zijn professionele debuut maakte hij op 25 februari 2011, toen in eigen huis met 1–3 verloren werd van Slovan Bratislava. In 2012 werd hij op huurbasis gestald bij Spartak Myjava. Na zijn terugkeer bij Trnava veroverde Sabo een basisplaats en in drie seizoenen tijd kwam hij tevens tweemaal tot minimaal tien competitietreffers. In de zomer van 2015 verliet de Slowaak zijn vaderland om bij PAOK Saloniki te gaan spelen. Bij de Griekse club zette hij zijn handtekening onder een verbintenis voor de duur van vier seizoenen.
Na één seizoen, waarin hij veertien wedstrijden speelde in de competitie, vertrok de middenvelder op huurbasis naar Beitar Jeruzalem. Na afloop van deze verhuurperiode, in juli 2018, nam de Israëlische club Sabo op definitieve basis over. Twee maanden en evenzoveel competitieduels later verkaste de Slowaak naar Hapoel Beër Sjeva. Turkije werd zijn nieuwe bestemming, toen Sabo na het aflopen van zijn contract tekende voor Karagümrük. Met deze club promoveerde hij naar de Süper Lig en in januari 2021 stapte hij over naar Çaykur Rizespor.
Medio 2022 vertrok hij uit Turkije, om voor Anorthosis Famagusta te gaan spelen. Binnen Cyprus verhuisde hij in januari 2024 naar AEZ Zakakiou. In de zomer van dat jaar keerde Sabo terug naar Spartak Trnava.

## Clubstatistieken
| Seizoen | Club                 | Competitie   | Competitie | Competitie | Beker | Beker | Internationaal | Internationaal | Totaal | Totaal |
| Seizoen | Club                 | Competitie   | Wed.       | Dlp.       | Wed.  | Dlp.  | Wed.           | Dlp.           | Wed.   | Dlp.   |
| ------- | -------------------- | ------------ | ---------- | ---------- | ----- | ----- | -------------- | -------------- | ------ | ------ |
| 2010/11 | Spartak Trnava       | Fortuna Liga | 4          | 0          | 0     | 0     | —              | —              | 4      | 0      |
| 2011/12 | Spartak Trnava       | Fortuna Liga | 0          | 0          | 0     | 0     | 2              | 0              | 2      | 0      |
| 2012/13 | → Spartak Myjava     | Fortuna Liga | 3          | 1          | 1     | 0     | —              | —              | 4      | 1      |
| 2012/13 | Spartak Trnava       | Fortuna Liga | 30         | 2          | 5     | 0     | 2              | 0              | 37     | 2      |
| 2013/14 | Spartak Trnava       | Fortuna Liga | 30         | 10         | 3     | 2     | —              | —              | 33     | 12     |
| 2014/15 | Spartak Trnava       | Fortuna Liga | 28         | 11         | 4     | 3     | 6              | 5              | 38     | 19     |
| 2015/16 | Spartak Trnava       | Fortuna Liga | 3          | 2          | 0     | 0     | 6              | 4              | 9      | 6      |
| 2015/16 | PAOK Saloniki        | Super League | 14         | 0          | 4     | 3     | 6              | 0              | 24     | 3      |
| 2016/17 | → Beitar Jeruzalem   | Ligat Ha'Al  | 31         | 3          | 4     | 1     | —              | —              | 35     | 4      |
| 2017/18 | → Beitar Jeruzalem   | Ligat Ha'Al  | 31         | 6          | 9     | 1     | 4              | 1              | 44     | 8      |
| 2018/19 | Beitar Jeruzalem     | Ligat Ha'Al  | 2          | 0          | 2     | 0     | 2              | 0              | 6      | 0      |
| 2018/19 | Hapoel Beër Sjeva    | Ligat Ha'Al  | 29         | 1          | 1     | 0     | —              | —              | 30     | 1      |
| 2019/20 | Karagümrük           | 1. Lig       | 33         | 9          | 1     | 0     | —              | —              | 34     | 9      |
| 2020/21 | Karagümrük           | Süper Lig    | 12         | 5          | 1     | 0     | —              | —              | 13     | 5      |
| 2020/21 | Çaykur Rizespor      | Süper Lig    | 18         | 2          | 0     | 0     | —              | —              | 18     | 2      |
| 2021/22 | Çaykur Rizespor      | Süper Lig    | 34         | 1          | 0     | 0     | —              | —              | 34     | 1      |
| 2022/23 | Anorthosis Famagusta | A Divizion   | 35         | 2          | 3     | 0     | —              | —              | 38     | 2      |
| 2023/24 | Anorthosis Famagusta | A Divizion   | 0          | 0          | 0     | 0     | —              | —              | 0      | 0      |
| 2023/24 | AEZ Zakakiou         | A Divizion   | 18         | 1          | 1     | 0     | —              | —              | 19     | 1      |
| 2024/25 | Spartak Trnava       | Fortuna Liga | 21         | 2          | 6     | 0     | 1              | 0              | 28     | 2      |
| Totaal  | Totaal               | Totaal       | 376        | 58         | 45    | 10    | 29             | 10             | 450    | 78     |

Bijgewerkt op 23 juni 2025.

## Interlandcarrière
Sabo maakte zijn debuut in het Slowaaks voetbalelftal op 23 mei 2014, toen met 2–0 gewonnen werd van Montenegro door doelpunten van Vladimír Weiss en Erik Jendrišek. De middenvelder mocht van bondscoach Ján Kozák in de negenenzestigste minuut invallen als vervanger van Weiss. De andere debutanten dit duel waren Martin Dúbravka (Esbjerg fB), Ján Novota (Rapid Wien) en Erik Čikoš (Ross County).
| Interlands van Erik Sabo voor Slowakije | Interlands van Erik Sabo voor Slowakije | Interlands van Erik Sabo voor Slowakije | Interlands van Erik Sabo voor Slowakije | Interlands van Erik Sabo voor Slowakije | Interlands van Erik Sabo voor Slowakije | Interlands van Erik Sabo voor Slowakije |
| №                                       | Datum                                   | Wedstrijd                               | Uitslag                                 | Competitie                              | Goals                                   |                                         |
| Als speler bij Spartak Trnava           | Als speler bij Spartak Trnava           | Als speler bij Spartak Trnava           | Als speler bij Spartak Trnava           | Als speler bij Spartak Trnava           | Als speler bij Spartak Trnava           | Als speler bij Spartak Trnava           |
| --------------------------------------- | --------------------------------------- | --------------------------------------- | --------------------------------------- | --------------------------------------- | --------------------------------------- | --------------------------------------- |
| 1                                       | 23 mei 2014                             | Slowakije – Montenegro                  | 2 – 0                                   | Vriendschappelijk                       |                                         |                                         |
| 2                                       | 26 mei 2014                             | Rusland – Slowakije                     | 1 – 0                                   | Vriendschappelijk                       |                                         |                                         |
| Als speler bij PAOK Saloniki            |                                         |                                         |                                         |                                         |                                         |                                         |
| 3                                       | 5 september 2015                        | Spanje – Slowakije                      | 2 – 0                                   | EK 2016 kwalificatie                    |                                         |                                         |
| 4                                       | 12 oktober 2015                         | Luxemburg – Slowakije                   | 2 – 4                                   | EK 2016 kwalificatie                    |                                         |                                         |
| 5                                       | 13 november 2015                        | Slowakije – Zwitserland                 | 3 – 2                                   | Vriendschappelijk                       |                                         |                                         |
| 6                                       | 17 november 2015                        | Slowakije – IJsland                     | 3 – 1                                   | Vriendschappelijk                       |                                         |                                         |
| 7                                       | 25 maart 2016                           | Slowakije – Letland                     | 0 – 0                                   | Vriendschappelijk                       |                                         |                                         |
| 8                                       | 29 maart 2016                           | Ierland – Slowakije                     | 2 – 2                                   | Vriendschappelijk                       |                                         |                                         |
| 9                                       | 27 mei 2016                             | Slowakije – Georgië                     | 3 – 1                                   | Vriendschappelijk                       |                                         |                                         |
| Als speler bij Beitar Jeruzalem         |                                         |                                         |                                         |                                         |                                         |                                         |
| 10                                      | 8 oktober 2016                          | Slovenië – Slowakije                    | 1 – 0                                   | WK 2018 kwalificatie                    |                                         |                                         |
| 11                                      | 11 oktober 2016                         | Slowakije – Schotland                   | 3 – 0                                   | WK 2018 kwalificatie                    |                                         |                                         |
| 12                                      | 15 november 2016                        | Oostenrijk – Slowakije                  | 0 – 0                                   | Vriendschappelijk                       |                                         |                                         |
| 13                                      | 10 november 2017                        | Oekraïne – Slowakije                    | 2 – 1                                   | Vriendschappelijk                       |                                         |                                         |
| 14                                      | 25 maart 2018                           | Thailand – Slowakije                    | 2 – 3                                   | Vriendschappelijk                       |                                         |                                         |
| 15                                      | 31 mei 2018                             | Slowakije – Nederland                   | 1 – 1                                   | Vriendschappelijk                       |                                         |                                         |
| Als speler bij Hapoel Beër Sjeva        |                                         |                                         |                                         |                                         |                                         |                                         |
| 15                                      | 13 oktober 2018                         | Slowakije – Tsjechië                    | 1 – 2                                   | Nations League 2018/19                  |                                         |                                         |
| 15                                      | 16 oktober 2018                         | Zweden – Slowakije                      | 1 – 1                                   | Vriendschappelijk                       |                                         |                                         |
| Als speler bij Karagümrük               |                                         |                                         |                                         |                                         |                                         |                                         |
| 18                                      | 7 september 2020                        | Israël – Slowakije                      | 1 – 1                                   | Nations League 2020/21                  |                                         |                                         |

Bijgewerkt op 23 juni 2025.